# ジェイソン・ブレア
ジェイソン・ブレア（Jayson Blair 1976年3月23日- ）は、アメリカ合衆国メリーランド州出身の元ニューヨーク・タイムズ記者（後述の事件で懲戒解雇）、ライフコーチ。

## 概要
メリーランド州出身。1998年にメリーランド大学カレッジパーク校在学中ニューヨーク・タイムズにインターンで記事を寄稿し始め、1999年卒業後の2001年にニューヨーク・タイムズ常勤記者に昇格する。後述の事件で解雇後は大学へ戻り、2007年にライフコーチとなり、2010年にコンサルティングビルをバージニア州に建設した。

## ジェイソン・ブレア事件
ブレアは1998年のニューヨーク・タイムズ寄稿開始後はニューヨーク都市圏の警察や経済ニュースなどを担当しており、2001年に常勤記者として昇格し、2002年に全米担当の部署へ配属されていた。しかし、記事の訂正が多い事から問題視されていた。特に2002年12月にワシントンで発生した狙撃事件を巡り、地元検察が彼が執筆した記事の殆どが誤報であるとする内容の会見を行い、情報源などが疑問視された。
そして2003年5月、彼が執筆したイラク戦争で戦死した兵士の家族に関する記事が、当時テキサス州のサンアントニオエクスプレスニュースの記者のマカレナ・ヘルナンデスが寄稿した記事との類似性を指摘され、他紙でもスクープされる事態となった結果、ニューヨークタイムズが調査チームを編成し調査した。
その結果、彼が2002年10月以降に執筆した記事73本のうち約36本が他紙からの盗用・捏造だった事が発覚、その中にはインタビュー記事の捏造、携帯電話やパソコンを用いて発信地を偽ると言った行為が含まれている。この事件で当人は2003年5月1日付で辞職、ニューヨーク・タイムズは2003年5月11日付の同誌で4ページに渡り同事件の記事を掲載し、「152年の歴史の中で極めて深刻な不祥事である」とした上で、当時の編集主幹と編集局長ホゥエル・レインズが辞任する事態に発展するも、先述の事件検証を行い読者に公表し、編集局長以下を処分したこともあり、事件後は名誉を回復している。
その後本人との連絡は途絶えるが、先述の通り大学へ戻った。